# Delevan
Delevan è un villaggio degli Stati Uniti d'America, situato nello stato di New York, nella contea di Cattaraugus.